# 汉卡·库普费尔纳格尔
汉卡·库普费尔纳格尔（德語：Hanka Kupfernagel，1974年3月19日—），德国女子自行车运动员。她曾代表德国参加2000年和2008年夏季奥林匹克运动会自行车比赛，其中2000年奥运会获得一枚银牌。